# Zagnańsk
Zagnańsk ist ein Dorf sowie Sitz der gleichnamigen Landgemeinde im Powiat Kielecki der Woiwodschaft Heiligkreuz in Polen.

## Gemeinde
Zur Landgemeinde (gmina wiejska) Zagnańsk gehören 20 Dörfer mit einem Schulzenamt.

## Verkehr
Beim Ort liegt der Halt Zagnańsk der Bahnstrecke Warszawa–Kraków.

## Persönlichkeiten
- Henryk Milcarz (* 1950), Politiker und Abgeordneter des Sejm
- Włodzimierz Kiniorski (* 1952), Jazzmusiker